# آلمانی معیار آلمان
آلمانی معیار آلمان یا آلمانی بالای آلمان گونه‌ای از آلمانی معیار است که در آلمان گفتگو و نوشته می‌شود. این گونه از آلمانی بیشتر به خارجی‌ها آموزش داده می‌شود. این زبان به یک شکل واحد نیست و دارای گونه‌های محلی است.